# Битка на језеру Шамплејн
Битка на језеру Шамплејн или битка код Плетсбурга одиграла се од 6. до 11. септембра 1814. године између британске и америчке језерске флотиле. Битка је део Британско-америчког рата из 1812. године и завршена је победом Американаца.
Пред напад британских снага, Плетсбург је бранило око 2000 америчких војника. Командант америчке флотиле, Томас Мекдоноу, усидрио је бродове на улазу у залив Пелтсбург и тме је приморао противника да прихвати бој под неповољним условима, и да се пробија кроз њихов борбени поредак. Напад британских бродова није успео. Бродови обе стране били су тешко оштећени, а посаде десетковане. Због непостизања резултата на копну и неуспеха флотиле у том боју, британске снаге одустале су од даљих операција и повукле се у Канаду.